# Tremellomycetes
Tremellomycetes ist eine Klasse der Ständerpilze. Sie entsprechen im Wesentlichen der früheren Klasse der Heterobasidiomycetes. Die Ohrlappenpilzverwandten werden mittlerweile den Champignonartigen (= Hymenomycetes im Sinn von Hibbett und Autoren (2007)) zugerechnet.

## Merkmale
Die Fruchtkörper vieler Tremellomycetes-Arten haben eine zähe, gummiartige Konsistenz. Sie können ein muschel-, korallen- oder keulenförmiges Aussehen haben. Die Sporenständer der Pilze sitzen meist auf den eigentlichen Basidien auf und werden deshalb Epibasidien genannt. Diese sind ein wesentliches Merkmal der Tremellomycetes.

## Systematik
Nach Liu et al. (2015) ist de Systematik wie folgt:
- Ordnung: Cystofilobasidiales
  - Familie Cystofilobasidiaceae
  - Familie Mrakiaceae
- Ordnung: Filobasidiales
  - Familie Filobasidiaceae
    - Gattung: Cryptococcus

  - Familie Piskurozymaceae
- Ordnung Holtermanniales
- Ordnung: Zitterlingsartige – Tremellales
  - Familie Bulleribasidiaceae
  - Familie Carcinomycetaceae
  - Familie Cryptococcaceae
  - Familie Cuniculitremaceae
  - Familie Naemateliaceae
  - Familie Phaeotremellaceae
  - Familie Phragmoxenidiaceae
  - Familie Rhynchogastremataceae
  - Familie Pustelgallertpilzverwandte – Sirobasidiaceae
  - Familie Zitterlingsverwandte – Tremellaceae
  - Familie Trimorphomycetaceae
- Ordnung Trichosporonales
  - Familie Wachskrustenschwammverwandte – Tetragoniomycetaceae
  - Familie Trichosporonaceae
    - Gattung: Trichosporon